# Юникрон
Юникро́н (англ. Unicron) — обитатель Вселенной трансформеров. Воплощает абсолютное космическое Зло. Был придуман Флоро Дери и впервые появился в полнометражном мультфильме «Трансформеры» в 1986 году, затем стал действующим лицом целого ряда мультсериалов и комиксов. Роль в полнометражной версии озвучил Орсон Уэллс.
Создатель различных тёмных артефактов, известных как Тёмная Искра и Сборщик Тёмного энергона.

## Описание
Юникрон — один из двух самых больших трансформеров (второй Праймус). По размерам он превосходит многие планеты, а в его глаз может без труда влететь целый космический корабль. Его цель — владычество над Вселенной, а путь к её достижению — поглощение миров. В нём нет ни капли сочувствия и сострадания. Являясь одним из древнейших трансформеров, он не причисляет себя ни к одной из фракций и обычно он является врагом как для автоботов, так и для десептиконов.

## Происхождение
Есть несколько версий происхождения Юникрона. Согласно одной из них, он был в незапамятные времена создан гениальным учёным Примакроном, но вскоре возгордился и поднял бунт против своего создателя, а затем бежал. По другой версии, Юникрон — брат божественного Праймуса , не́когда сотворившего всех трансформеров, но, в отличие от своего брата, является носителем злого начала; братья непримиримо враждовали, но в конце концов Праймус победил Юникрона (один, либо с помощью первых Тринадцати Праймов) и отправил его в изгнание.

## Биография в сериалах

### «Трансформеры: Первое поколение»

Юникрон в "the Movie"

Странствуя по Вселенной, Юникрон приближается к Кибертрону, между обитателями которого — автоботами и десептиконами — в это время идёт жестокое сражение на Земле. Он становится свидетелем того, как умирающий от ран Оптимус Прайм передаёт Матрицу Лидерства — источник силы и средоточие мудрости автоботов — своему другу Ультра Магнусу. Чтобы уничтожить Матрицу, Юникрон подбирает брошенных в космосе раненых десептиконов, среди которых и сам их предводитель — Мегатрон. Юникрон предлагает Мегатрону выбор — либо служить ему, либо умереть, и тот вынужден подчиниться. Юникрон даёт Мегатрону новое тело и новое имя — Гальватрон, даёт ему боевой корабль и армию из его же бывших солдат, тоже преобразованных им, и направляет на поиски Ультра Магнуса и Матрицы. Однако Гальватрон, завладев Матрицей, пытается сам обрести власть над Юникроном; в ответ на это Юникрон на глазах потрясённого Гальватрона трансформируется в невероятно громадного робота и объявляет о своём намерении разрушить Кибертрон. Попытки трансформеров остановить его не приносят результата. Это удаётся только молодому автоботу Патрону: когда он отнимает Матрицу у Гальватрона и открывает её, Юникрон буквально разваливается на куски, которые разлетаются по всему космосу, и лишь его голова остаётся на орбите Кибертрона.
Сила Юникрона так велика, что, даже будучи разорванным на части, он не погибает окончательно; его электронный мозг функционирует, однако без тела он практически беспомощен и находится в состоянии, близком к анабиозу. (Таким он показан в заставке серий 3-го сезона мультсериала).
«Спячка» Юникрона продолжается до тех пор, пока его не пробуждает Скандалист, ставший по вине Гальватрона призраком и жаждущий вновь обрести телесный облик. Они заключают сделку; согласно её условиям, Скандалист похищает и доставляет Юникрону детали гигантских трансформеров — глаза Метроплекса и «шестерню трансформации» Триптикона — для ремонта, а за это получает от него новое тело. Затем Юникрон требует, чтобы Скандалист подсоединил его голову к Кибертрону, но тот в ответ ехидно советует Юникрону сделать это самостоятельно. Однако буквально в следующий момент трансформеры находят их обоих. Взрыв, устроенный автоботами, забрасывает голову Юникрона в космическое пространство (что касается Скандалиста, то он тоже, подстреленный Гальватроном, исчезает в космосе). 
Впоследствии Гальватрон вновь разыскал голову Юникрона, чтобы извлечь из неё анти-электроны, которые он планировал применить как оружие в войне с автоботами.

### «Трансформеры: Властоголовы»
В японском сезоне «Headmasters», продолжающем сюжет «G1», Юникрон не фигурирует. Однако по ходу действия становится известно, что Гальватрон вынашивает замысел создать себе тело такое же, как у него, и заключить в него Землю в качестве неисчерпаемого источника энергии.

### «Трансформеры: Битвы Зверей»

Вок в обличии Юникрона

В сериале «Звериные Войны», действие которого происходит спустя три столетия после событий, описанных в «G1», Юникрон (точнее, его камео) появляется дважды: один раз — в виде планеты, когда Старскрим, бессмертная «искра» которого каким-то образом перенеслась в отдалённое прошлое и вселилась в предакона Оспинатора, стремясь войти в доверие к командиру предаконов Мегатрону, излагает ему весьма приукрашенную версию собственной гибели. Во второй раз это происходит, когда Оптимус Праймал, лидер максималов, вступив в контакт с инопланетными пришельцами из таинственной расы Вок, видит одного из них в обличии головы Юникрона.

### «Трилогия Юникрона»

#### «Трансформеры: Армада»
Трилогия Юникрона была названа в честь него. На протяжении сериала Юникрон упоминается неоднократно, но появляется собственной персоной только в 4-м сезоне. Объединённые силы автоботов и десептиконов смогли уничтожить его, однако в финальной схватке погибает Гальватрон.

#### «Трансформеры: Энергон»
По ходу действия сериала выясняется, что Юникрон не погиб, а всего лишь был погружён в спячку. Мегатрон также смог выжить, хотя и находился 10 лет в стазисе; пробуждённый Альфа Кью, он сделал голову Юникрона своей резиденцией. Юникрон поочерёдно захватывал тела Шокбласта, Мегатрона и Гальватрона. Под его влиянием погибает Шокбласт. Но всё же Юникрон был побеждён, когда Гальватрон отправился к солнцу из энергона.

#### «Трансформеры: Кибертрон»[20]
В американской версии сериала «Великая чёрная дыра» (она же сингулярность Юникрона) образовалась после уничтожения Бога Хаоса. В японской версии в качестве причины её появления названо некоторое «зло», имя которого не упоминается.

### «Трансформеры: Прайм»
Согласно версии, изложенной в данном сериале, Юникрон, потерпев поражение в бою с Праймусом, был погружён в стазис и бессчётное множество веков дрейфовал в космическом пространстве, притягивая к себе частицы космической пыли, пока в конце концов не превратился в ядро планеты, которую впоследствии стали называть Землёй; тем временем его враг превратил себя в другую планету — Кибертрон, ставшую родиной всех трансформеров. Однако было предсказано, что однажды Юникрон восстанет, и тогда тьма поглотит всё. Так и произошло — парад планет пробудил Юникрона, и он стал пробиваться наружу. Мегатрон, зная о пророчестве, предложил Владыке Хаоса свою помощь в уничтожении Оптимуса — последнего из Праймов, но тот ответил презрительным отказом. Между тем пробуждение Юникрона вызвало на Земле целую серию катаклизмов, и планета оказалась на краю гибели. Чтобы вернуть Юникрона в состояние спячки, автоботам и десептиконам пришлось объединить усилия и прибегнуть к силе Матрицы.
Позднее Юникрон появляется в полнометражном мультфильме «Трансформеры Прайм: Восстание Предаконов». Оказывается, что он не был усыплён окончательно — дух его по-прежнему бодрствует. Узнав о возрождении Кибертрона, Юникрон, как и в «G1», создаёт Гальватрона, воскресив и преобразовав Мегатрона, убитого Бамблби. Взяв тело и разум Гальватрона под свой контроль, Юникрон пытается осуществить свой давний замысел — уничтожить Праймуса и вновь погрузить Вселенную в хаос, однако Оптимус побеждает его.

## Фильм
Появление Юникрона ожидалось сначала в фильме Трансформеры 3: Тёмная сторона Луны потом в фильме Трансформеры: Эпоха истребления однако в окончательный состав персонажей он не вошёл. Юникрон появляется лишь в пятом фильме. Здесь он — та же сущность, что и в Transformers: Prime. В фильме он сам не появляется, но из Земли появляются шесть его рогов, чтобы сразиться с Квинтессой, которая хочет уничтожить его и возродить Кибертрон, но её останавливают Автоботы при поддержке людей и Рыцарей Кибертрона. Ранее предполагалось, что Юникрон станет главным антагонистом фильма Трансформеры 6, выход который был запланирован на лето 2019. Однако 24 мая 2018 года было подтверждено что фильм Трансформеры 6 был убран из графика будущих релизов, и франшиза будет перезапущена после отдельного фильма о Бамблби. По данным, он появился в фильме "Трансформеры: Восхождение Звероботов", но данных о сообщнике Юникрона в этом фильме, нигде не указано(если не учесть вестника Юникрона - Скурджа).

## Технические возможности

Юникрон атакует Кибертрон

Обычно выглядит как планета; наподобие Сатурна, окружён кольцом — стабилизатором, только расположенным в вертикальной плоскости. В отличие от «нормальных» планет, самостоятельно перемещается от одного участка Вселенной к другому. Чтобы получить необходимую силу и энергию, Юникрон поглощает все попадающиеся на его пути планеты, звезды и спутники. Для этого он использует два гигантских «рога», которыми взламывает поверхность других планет, и огромное жерло, которым всасывает в себя обломки. Внутри него находится сложная, полностью автоматизированная и весьма эффективная система переработки и утилизации, куда попадает всё, что оказывается в его чреве, будь то минеральное сырьё или живые трансформеры. Благодаря этому он растёт; соответственно, растут его могущество и аппетит. Сила Юникрона неимоверна — приняв форму робота, он может разломать планету «голыми руками».
Мощность его центрального процессора соответствует его размерам; он в состоянии видеть и слышать то, что происходит на расстоянии многих парсеков от него.
Мозг Юникрона содержит большое количество анти-электронов, способных вызывать нарушения в системе энергообмена трансформеров.
В режиме робота Юникрон имеет нечто вроде крыльев (в них во время трансформации преобразуется то, что в режиме планеты служило стабилизатором); никаких полезных функций эти крылья не выполняют. В глаза Юникрона встроены лазеры огромной мощности; он может также выбрасывать изо рта энергетические струи, сжигая ими космические корабли противника.
В мультсериале «Прайм» к числу возможностей Юникрона добавляется умение метать молнии из пальцев и превращать свои руки в булавы, превосходящие по плотности любой камень; удар такой булавы по земле порождает разрушительные сейсмические волны. Кроме того, он способен создавать множество собственных клонов, которые образуют его армию. Внутренние системы Юникрона охраняются целой армадой генерируемых им антител.
Энергетическая сущность Юникрона представляет собой «Анти-Искру», враждебную всему живому; хотя его «кровь» (так называемый «Тёмный Энергон») обладает свойством оживлять мёртвые механизмы, однако при этом они не обретают вновь ни души, ни разума, и превращаются в зомби, одержимых желанием убивать.
Юникрон долгое время являлся мультивселенской сингулярностью, что означает что он был един во всех существующих параллельных измерениях, что позволяло ему свободно перемещаться между ними. Однако когда Нексус Прайм в целях спасения мультивселенной инициировал «разрыв» — событие изолирующее друг от друга параллельные реальности, Юникрон, как и другие сингулярности, был разделён между вселенными на многочисленные версии себя.

## Характер
Юникрону нужна только власть над Вселенной, и ничего, кроме власти. Иногда он заключает договоры с другими трансформерами, но, разумеется, только ради своих интересов. Обладая практически неисчерпаемыми материальными и энергетическими ресурсами, Юникрон способен с лёгкостью создавать новые телесные оболочки для тех, кто согласен служить ему. Он наделяет их частью своей силы и предоставляет более мощную амуницию, а взамен требует полного повиновения. За неподчинение Юникрон сурово карает, воздействуя на провинившегося трансформера особым излучением, которое, по-видимому, причиняет сильную боль.

## Слабые стороны
Судя по мультфильму «Трансформеры: The Movie» Юникрон не является абсолютно неуязвимым для оружия трансформеров (в одном из эпизодов Диноботам удаётся проломить его броню, хотя они по сравнению с ним совсем крошечные), и трудность его поражения связана, главным образом, с исполинскими размерами. Тем не менее, во Вселенной есть только одна-единственная вещь, которой Юникрон по-настоящему боится — это Матрица Лидерства автоботов. Пока она не в его руках, он не чувствует себя в безопасности.
По какой-то причине Юникрон не может сам захватить и уничтожить Матрицу. Именно поэтому он приказал Гальватрону сделать это в качестве платы за воскрешение.

## Факты
- Юникрон практически бессмертен: его можно победить, но нельзя уничтожить окончательно. После каждого очередного поражения он всего лишь впадает в более или менее длительную «спячку», в ходе которой силы его восстанавливаются.
- Юникрон имеет много общего с Галактусом из вселенной «Marvel»: оба обладают исполинскими размерами, оба обладают безграничной властью над материей и энергией и также оба являются «Пожирателями миров». У обоих есть слуги, именуемые герольдами[26], и все эти герольды в конце концов предавали своих хозяев.
  - Примечательно что термин "Герольд Юникрона" изначально был фанатским, но впоследствии стал официальным.
- Планы выпустить игрушку Юникрона существовали со времён «Первого поколения», но до самой «Армады» оставались нереализованными.